# Orchestre de chambre Nouvelle Europe
L'Orchestre de chambre Nouvelle Europe (OCNE) est un orchestre de chambre créé à Paris en 2003 par Nicolas Krauze, qui en est le directeur musical.

## Présentation
Chaque concert rassemble une vingtaine de jeunes musiciens européens confirmés, essentiellement des cordes,. Son répertoire, joué sur instruments modernes, comprend principalement la musique romantique (XIXe siècle), la musique moderne (XXe siècle) et la musique contemporaine (XXIe siècle).
L'orchestre compte plusieurs centaines de concerts à son actif, dont une tournée en Argentine et au Brésil, et a joué avec de nombreux solistes, soit internes à l'orchestre, soit invités reconnus internationalement, tels que François-René Duchâble ou Nemanja Radulovic.
L'ensemble fait partie de la FEVIS depuis janvier 2015.

## Historique
L'Orchestre de chambre Nouvelle Europe est créé par Nicolas Krauze en 2003, à la suite de sa rencontre à Paris avec une communauté de musiciens issus de la même école Russe que lui.
En 2012, l'orchestre entre en résidence au Château de la Borie pour trois ans, en partenariat avec la Fondation La Borie-en-Limousin. La résidence prévoit l'enregistrement de trois albums sous le label Laborie : le premier, consacré à la musique Russe entre le XIXe et le XXIe siècle, est accompagné par Sergueï Nakariakov à la trompette : il comprend la Sérénade pour cordes Op.48 de Piotr Ilitch Tchaïkovski, la Symphonie de chambre Op.110A de Dmitri Chostakovitch et Par cœur, une création de Evgueni Galperine. Les deuxième et troisième enregistrements n'ont pu être produits à la suite de la liquidation de la Fondation La Borie en Limousin.

## Discographie
- 2004 : Wolfgang Amadeus Mozart (EMA)[9]
- 2012 : Russie XIXe-XXe-XXIe siècle (Laborie)